# Jonathan Vaughters

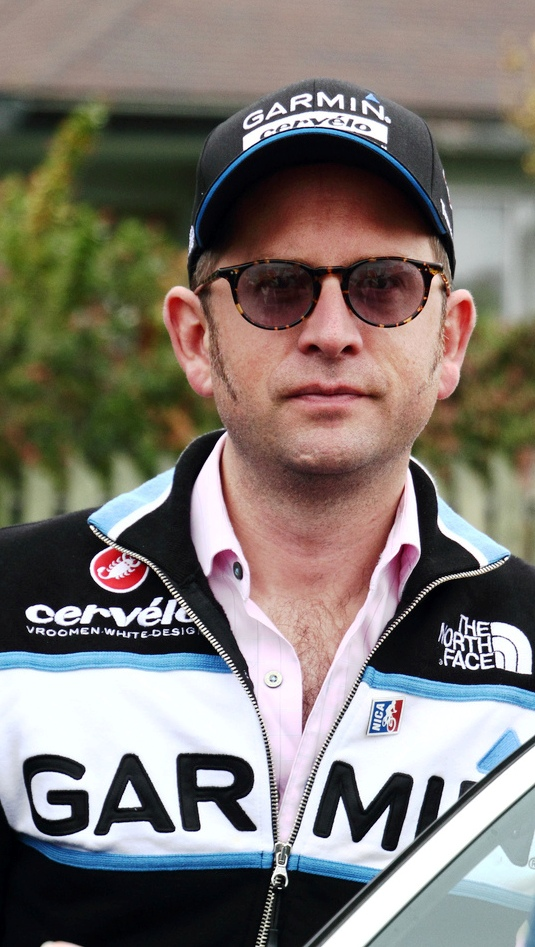
Jonathan Vaughters (2011)

Jonathan Vaughters (* 10. Juni 1973 in Denver) ist ein US-amerikanischer ehemaliger Radrennfahrer, Teammanager eines Radsportteams und Radsportfunktionär. Vaughters galt als guter Bergfahrer, Spezialist für Etappenrennen und Helfer, der auch eigene Erfolge erzielte. Er gestand den Missbrauch von Doping in seiner aktiven Zeit als Radprofi. Als Teamleiter und Radsportfunktionär vertritt er in der Öffentlichkeit eine strikte Anti-Doping-Politik.

## Radrennfahrer
Als Amateur bestritt er auch erfolgreich Querfeldeinrennen. 1991 startete er in dieser Disziplin bei den UCI-Weltmeisterschaften.
Vaughters begann seine Profikarriere im Jahr 1994 beim spanischen Team Porcelena Santa Clara. 1997 fuhr er für das US-amerikanische Team Comptel-Colorado Cyclist. Er wechselte 1998 zum US Postal Service Pro Cycling Team, bei dem er Lance Armstrong bei dessen erstem Tour-de-France-Sieg unterstützte. In den Jahren 2000–2002 fuhr er für das französische Crédit Agricole Team und für kurze Zeit im Jahr 2003 bei dem Prime Alliance Cycling Team, wo er seine Karriere als Radprofi beendete.
Seine größten Erfolge als Profi feierte er bei dem französischen Etappenrennen Dauphiné Libéré, das er 1999 auf dem zweiten Gesamtrang abschloss und wo er 1999 und 2001 jeweils die Bergankunft auf dem Mont Ventoux gewann. 1997 errang er zudem den nationalen Meistertitel im Einzelzeitfahren. Hinzu kamen noch einige Siege bei Rennen in seiner US-amerikanischen Heimat und der Gesamtsieg bei der französischen Etappenfahrt Route du Sud im Jahr 1999.
Aufsehen erregte Vaughters, als er nach einem Insektenstich die Tour de France 2001 aufgeben musste, da ihm nach dem Antidopingreglement nicht gestattet war, das stark geschwollene Auge mit Kortison zu behandeln.

## Teammanager
Jonathan Vaughters wurde nach seiner Karriere als Rennfahrer im Jahr 2003 CEO der Firma Slipstream Sports, die seit 2005 unter verschiedenen Namen Radsportteams betreibt, deren Teammanager Vaughters ist. Außer dem ProTeam betrieb Slipstream Sports bis Ende 2012 auch als „Farmteam“ das Chipotle First Solar Development Team mit dem Status als UCI Continental Team. Im Jahr 2011 gehörte zum Unternehmen auch ein UCI Women’s Team, das „Garmin-Cervélo“ hieß.
Im Jahr 2009 wurde Jonathan Vaughters zum Präsidenten der Teambetreibervereinigung Association Internationale des Groupes Cyclistes Professionnels (AIGCP) gewählt. Da er sich nach seinen Angaben mehr auf sein Team und den Erwerb des Master of Business Administration an der University of Denver konzentrieren wollte, kandidierte er nicht mehr für die anstehende Wiederwahl im März 2013 und wurde durch Luuc Eisenga in dieser Funktion abgelöst.

## Doping
In einer Kolumne für die New York Times vom 11. August 2012 gab Vaughters zu, während seiner Zeit als aktiver Radprofi Doping angewendet zu haben. In den 1990er- und frühen 2000er-Jahren seien die Dopingbestimmungen derart leicht zu umgehen gewesen, dass er wie andere Fahrer dieser Epoche nur die Wahl gehabt hätte, den Traum, ein erfolgreicher Radprofi zu sein aufzugeben oder zu betrügen. Dem Sportler dürfe eine solche Wahl nicht überlassen werden. Der einzige Weg, dies zu vermeiden, sei, größte Anstrengungen zu unternehmen, die Antidopingregeln durchzusetzen. Vaughters grenzte in dem Artikel nicht ein, in welcher Zeit er dopte; allerdings äußerte er zuvor schon über Twitter, dass das Crédit Agricole-Team, für das er von 2000 bis 2002 fuhr, „sauber“ gewesen sei und es weniger Druck gegeben habe als zuvor bei der Armstrong-Mannschaft US Postal Service.
Sein Team ist Mitglied des Mouvement Pour un Cyclisme Crédible und hat sich somit zu Regeln über Medikamenteneinsatz verpflichtet, die strenger sind als die Regeln der Weltandidopingagentur und des Weltradsportverbands. 
Der Fahrer Tom Danielson wurde am 9. Juli 2015 in der A-Probe positiv auf synthetisches Testosteron getestet. Es handelte sich dabei um die erste positive Dopingprobe eines Slipstream-Fahrers seit der Gründung des Teams.

## Veröffentlichungen
- mit Jeremy Whittle: One-Way-Ticket. Nine Lives on Two Wheels. Quercus 2019, ISBN 978-1787477506.